# 日高山脈
日高山脈（ひだかさんみゃく）は、北海道の中央南部にある唯一の山脈。狩勝峠側の佐幌岳から襟裳岬までを南北に貫いている。長さは南北およそ150 km、最高峰は幌尻岳で標高2,053 mである。山域の245,668 haが日高山脈襟裳十勝国立公園に指定されている。アルプス山脈やアンデス山脈、ロッキー山脈と同時期に日高造山運動により形成された山岳地帯で、北海道随一の険阻な山脈である。

## 日高山脈の特徴
地形が急峻で険しく、山脈を横断する交通路は北端の狩勝峠・日勝峠および南部の野塚トンネルと襟裳岬付近の追分峠を除き、無きに等しい。
稜線にナイフリッジを連ね、氷河地形である圏谷（カール）が見られる日本では日本アルプスなどとともに数少ない極めて峻険な山脈である。
登山道がある山は少なく、林道歩きと沢登りが前提となるため登山は容易ではない。
日高山脈より源流を発する沙流川・静内川・新冠川は日高電源一貫開発計画の中心河川として、胆振総合振興局および日高振興局向けに水力発電による電力と灌漑用水の供給が行われている。また十勝側の札内川からも十勝総合振興局向けに灌漑用水と水道水および電力の供給が行われている。

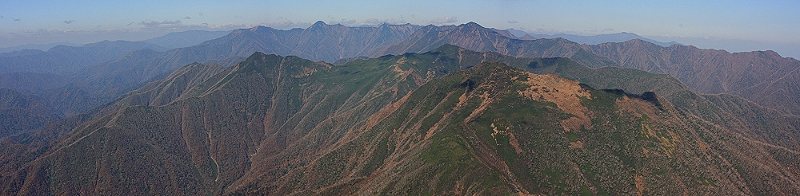
日高山脈の中部の稜線。神威岳より北方を望む。

## 日高山脈を構成する山岳
北部山岳より記す。小数点以下が記載された座標は最高点に位置する三角点の座標。三角点の等級は本来漢数字であるが、再配列可能な表のためアラビア数字で表記している。

### 北日高
| 名称                   | 標高      | 三角点 | 点名       | 位置                                                                | 源流                                                     |
| ---------------------- | --------- | ------ | ---------- | ------------------------------------------------------------------- | -------------------------------------------------------- |
| 稚空知山               | 942.8 m   | 2等    | 椎空知     | 北緯43度12分56秒 東経142度44分19秒 / 北緯43.21556度 東経142.73861度 | シーソラプチ川 パンケヤーラ川 西佐幌川                   |
| 佐幌岳                 | 1,059.5 m | 1等    | 佐織岳     | 北緯43度10分24秒 東経142度46分52秒 / 北緯43.17333度 東経142.78111度 | 佐幌川                                                   |
| 狩勝山                 | 984.9 m   | 2等    | 狩勝       | 北緯43度07分05秒 東経142度43分53秒 / 北緯43.11806度 東経142.73139度 | シケレベナイ沢川 ペイユルシエペ川 パンケ新得川           |
| 落合岳                 | 1,166 m   | --     | --         | 北緯43度06分02秒 東経142度37分06秒 / 北緯43.10056度 東経142.61833度 | 金の沢川 落合岳の沢川 越中団体の沢川                     |
| トマム山               | 1,239.3m  | 2等    | 苫鵡山     | 北緯43度04分43秒 東経142度35分46秒 / 北緯43.07861度 東経142.59611度 | 青森団体の沢川                                           |
| オダッシュ山           | 1,097.5 m | 3等    | 尾田朱山   | 北緯43度03分07秒 東経142度44分56秒 / 北緯43.05194度 東経142.74889度 | ルーオマンソラプチ川 ペンケオタソイ川                    |
| 狩振岳                 | 1,323.2 m | 2等    | 狩振       | 北緯43度01分31秒 東経142度42分33秒 / 北緯43.02528度 東経142.70917度 | 鵡川 ルーオマンソラプチ川                                |
| 双珠別岳               | 1,383 m   | --     | --         | 北緯43度0分35秒 東経142度43分39秒 / 北緯43.00972度 東経142.72750度  | 鵡川（双珠別川） 沙流川（三国ノ沢） ルーオマンソラプチ川 |
| 熊見山                 | 1,175 m   | 3等    | 熊見山     | 北緯42度59分18秒 東経142度45分49秒 / 北緯42.98833度 東経142.76361度 | 沙流川 ペケレベツ川                                      |
| 日勝ピーク             | 1,445 m   | --     | --         | 北緯42度57分50秒 東経142度44分33秒 / 北緯42.96389度 東経142.74250度 | --                                                       |
| 沙流岳                 | 1,421.8 m | 3等    | 沙流岳     | 北緯42度57分07秒 東経142度42分57秒 / 北緯42.95194度 東経142.71583度 | 沙流川 ウエンザル川                                      |
| ペケレベツ岳           | 1,531.8 m | 2等    | 平家連別   | 北緯42度56分35秒 東経142度45分28秒 / 北緯42.94306度 東経142.75778度 | ペケレベツ川 ウエンザル川                                |
| ウエンザル岳           | 1,576.2 m | 3等    | 高尾山     | 北緯42度54分49秒 東経142度46分5秒 / 北緯42.91361度 東経142.76806度  | ウエンザル川 芽室川                                      |
| 幌内岳                 | 1,695.2 m | 3等    | 幌内岳     | 北緯42度53分58秒 東経142度44分26秒 / 北緯42.89944度 東経142.74056度 | ペンケヌーシ川 ウエンザル川                              |
| ペンケヌーシ岳         | 1,750.2 m | 2等    | 弁華主     | 北緯42度53分31秒 東経142度40分45秒 / 北緯42.89194度 東経142.67917度 | ペンケヌーシ川                                           |
| パンケヌーシ岳         | 1,746 m   | --     | --         | 北緯42度52分21秒 東経142度46分15秒 / 北緯42.87250度 東経142.77083度 | パンケヌーシ川 芽室川                                    |
| 芽室岳                 | 1,754 m   | 1等    | 芽室岳     | 北緯42度52分08秒 東経142度47分07秒 / 北緯42.86889度 東経142.78528度 | パンケヌーシ川 芽室川 美生川                             |
| 雲知来内岳             | 1,240.7 m | 2等    | 運知来内   | 北緯42度52分06秒 東経142度35分18秒 / 北緯42.86833度 東経142.58833度 | パンケヌーシ川 千呂露川                                  |
| 久山岳                 | 1,411.3 m | 3等    | 臼山       | 北緯42度51分48秒 東経142度49分50秒 / 北緯42.86333度 東経142.83056度 | 美生川                                                   |
| 剣山                   | 1,205 m   | 2等    | 江遠念     | 北緯42度50分55秒 東経142度53分06秒 / 北緯42.84861度 東経142.88500度 | パンケホロナイ川                                         |
| 止別岳                 | 1,381.0 m | 3等    | 止別       | 北緯42度51分05秒 東経142度42分42秒 / 北緯42.85139度 東経142.71167度 | パンケヌーシ川                                           |
| 春別岳                 | 1,491.4 m | 3等    | 春別岳     | 北緯42度50分08秒 東経142度37分28秒 / 北緯42.83556度 東経142.62444度 | パンケヌーシ川 千呂露川                                  |
| 雪盛山                 | 1,726 m   | --     | --         | 北緯42度50分40秒 東経142度44分26秒 / 北緯42.84444度 東経142.74056度 | パンケヌーシ川 ピパイロ川                                |
| ルベシベ岳             | 1,739.7 m | 3等    | 留辺志辺   | 北緯42度49分42秒 東経142度43分15秒 / 北緯42.82833度 東経142.72083度 | 千呂露川 パンケヌーシ川 ピパイロ川                       |
| チロロ岳               | 1,880 m   | 2等    | 千呂露岳   | 北緯42度49分32秒 東経142度40分31秒 / 北緯42.82556度 東経142.67528度 | 千呂露川                                                 |
| 留辺蘂山               | 1,000.5 m | 3等    | 留辺蘂     | 北緯42度48分23秒 東経142度34分30秒 / 北緯42.80639度 東経142.57500度 | 千呂露川 額平川                                          |
| トムラウシ山           | 1,476.4 m | 3等    | 富良牛     | 北緯42度48分03秒 東経142度46分25秒 / 北緯42.80083度 東経142.77361度 | ニタナイ川                                               |
| 糠平山                 | 1,349.6 m | 1等    | 糠平山     | 北緯42度46分57秒 東経142度30分26秒 / 北緯42.78250度 東経142.50722度 | 額平川 沙流川                                            |
| 二岐岳                 | 1,590.3 m | 2等    | 二岐岳     | 北緯42度46分45秒 東経142度37分02秒 / 北緯42.77917度 東経142.61722度 | 千呂露川 額平川                                          |
| 伏美岳                 | 1,792 m   | --     | --         | 北緯42度46分32秒 東経142度45分55秒 / 北緯42.77556度 東経142.76528度 | ニタナイ川                                               |
| ピパイロ岳             | 1,917 m   | 3等    | 戸蔦別岳   | 北緯42度46分23秒 東経142度43分39秒 / 北緯42.77306度 東経142.72750度 | ピパイロ川                                               |
| シキシャナイ岳         | 1,058 m   | --     | --         | 北緯42度46分20秒 東経142度26分50秒 / 北緯42.77222度 東経142.44722度 | 沙流川                                                   |
| 妙敷山                 | 1,731.0 m | 2等    | 妙敷       | 北緯42度45分49秒 東経142度46分57秒 / 北緯42.76361度 東経142.78250度 | ニタナイ川 戸蔦別川                                      |
| 1967峰                 | 1,967 m   | --     | --         | 北緯42度46分20秒 東経142度42分23秒 / 北緯42.77222度 東経142.70639度 | 十ノ沢 二岐沢                                            |
| 帯広岳                 | 1,089.1 m | 1等    | 面別山     | 北緯42度45分16秒 東経142度53分39秒 / 北緯42.75444度 東経142.89417度 | 帯広川 雄馬別川                                          |
| 苦茶古留志山           | 997.3 m   | 3等    | 苦茶古留志 | 北緯42度45分07秒 東経142度35分20秒 / 北緯42.75194度 東経142.58889度 | 額平川                                                   |
| ヌカビラ岳 (額平岳)    | 1,807.8 m | 3等    | 糖平岳     | 北緯42度45分05秒 東経142度40分28秒 / 北緯42.75139度 東経142.67444度 | --                                                       |
| 北戸蔦別岳             | 1,912 m   | --     | --         | 北緯42度45分02秒 東経142度41分13秒 / 北緯42.75056度 東経142.68694度 | 戸蔦別川                                                 |
| 戸蔦別岳               | 1,959 m   | --     | --         | 北緯42度44分19秒 東経142度41分42秒 / 北緯42.73861度 東経142.69500度 | 戸蔦別川                                                 |
| 神威岳                 | 1,756.3 m | 3等    | 神威岳     | 北緯42度43分28秒 東経142度44分55秒 / 北緯42.72444度 東経142.74861度 | エサオマン入ノ沢 八ノ沢                                  |
| ヌカンライ岳           | 1,518.1 m | 3等    | 奴寒来     | 北緯42度43分20秒 東経142度36分49秒 / 北緯42.72222度 東経142.61361度 | ヌカンライ沢川 ブイラル別川                              |
| 幌尻岳                 | 2,052.8 m | 2等    | 幌尻       | 北緯42度43分10秒 東経142度40分58秒 / 北緯42.71944度 東経142.68278度 | 額平川、新冠川 幌尻沢、ブイラルベツ川                    |
| 寿都似山               | 1,011.0 m | 3等    | 寿都似山   | 北緯42度43分11秒 東経142度31分31秒 / 北緯42.71972度 東経142.52528度 | 額平川                                                   |
| 十勝幌尻岳             | 1,846.1 m | 2等    | 幌後岳     | 北緯42度41分44秒 東経142度51分34秒 / 北緯42.69556度 東経142.85944度 | オビリネップ川 六ノ沢                                    |
| 札内岳                 | 1,895.6 m | 3等    | 札内岳     | 北緯42度41分38秒 東経142度47分48秒 / 北緯42.69389度 東経142.79667度 | ピリカペタヌ沢川 札内川（記念沢）                        |
| 於曽牛山               | 898.4 m   | 2等    | 於曾牛山   | 北緯42度42分16秒 東経142度28分33秒 / 北緯42.70444度 東経142.47583度 | 額平川 宿主別川                                          |
| ルイベツ岳             | 1,540.8 m | 3等    | 留意別     | 北緯42度41分32秒 東経142度38分01秒 / 北緯42.69222度 東経142.63361度 | 大理石沢 雷沢 ブイラルベツ川                             |
| 保留寒山               | 953.8 m   | 3等    | 保留寒山   | 北緯42度41分35秒 東経142度33分13秒 / 北緯42.69306度 東経142.55361度 | 宿主別川 新冠川                                          |
| エサオマントッタベツ岳 | 1,902 m   | --     | --         | 北緯42度41分21秒 東経142度45分28秒 / 北緯42.68917度 東経142.75778度 | エサオマントッタベツ川 ペツピリガイ沢                    |

### 中日高
| 名称                   | 標高      | 三角点 | 点名     | 位置                                                                | 源流                                                                  |
| ---------------------- | --------- | ------ | -------- | ------------------------------------------------------------------- | --------------------------------------------------------------------- |
| ナメワッカ岳           | 1,799.5 m | 3等    | 滑若岳   | 北緯42度39分52秒 東経142度43分19秒 / 北緯42.66444度 東経142.72194度 | ペツピリガイ沢 シュンベツ川                                           |
| 岩内岳                 | 1,497.5 m | 3等    | 岩内岳   | 北緯42度39分29秒 東経142度51分45秒 / 北緯42.65806度 東経142.86250度 | ウエダ川                                                              |
| 春別岳                 | 1,855 m   | --     | --       | 北緯42度39分26秒 東経142度45分22秒 / 北緯42.65722度 東経142.75611度 | シュンベツ川 十の沢                                                   |
| 貫気別山               | 1,317.5 m | 1等    | 貫気別   | 北緯42度38分35秒 東経142度29分24秒 / 北緯42.64306度 東経142.49000度 | 貫気別川 宿主別川 モウレルカシュペ沢                                  |
| イドンナップ岳         | 1,752 m   | 2等    | 糸納峰   | 北緯42度37分49秒 東経142度38分55秒 / 北緯42.63028度 東経142.64861度 | イドンナップの沢 イドンナップ川                                       |
| カムイエクウチカウシ山 | 1,979.5 m | 1等    | 札内岳   | 北緯42度37分30秒 東経142度45分59秒 / 北緯42.62500度 東経142.76639度 | 静内川（コイボクシュシビチャリ川） 八ノ沢                             |
| 新冠富士               | 1,667 m   | --     | --       | 北緯42度37分17秒 東経142度38分12秒 / 北緯42.62139度 東経142.63667度 | シュウレルカシュペ沢 イドンナップの沢 イドンナップ川                  |
| ピラミッド峰           | 1,853 m   | --     | --       | 北緯42度37分13秒 東経142度46分52秒 / 北緯42.62028度 東経142.78111度 | 八ノ沢 コイボクシュシビチャリ川                                       |
| リビラ山               | 1,291 m   | --     | --       | 北緯42度37分17秒 東経142度29分06秒 / 北緯42.62139度 東経142.48500度 | 貫気別川 里平川モウレルカシュペ沢                                     |
| ピラトコミ山           | 1,587.5 m | 3等    | 平戸古美 | 北緯42度36分24秒 東経142度50分22秒 / 北緯42.60667度 東経142.83944度 | 七ノ沢 コイカクシュサツナイ川                                         |
| レサッピ               | 921m      | --     | --       | 北緯42度36分20秒 東経142度35分25秒 / 北緯42.60556度 東経142.59028度 | 二十八号沢 ニイカップゴエ沢                                           |
| ヌモトル山             | 612.6 m   | 2等    | 奴牟取山 | 北緯42度36分02秒 東経142度23分44秒 / 北緯42.60056度 東経142.39556度 | ウエンテシカン川                                                      |
| 1823峰                 | 1,826 m   | --     | --       | 北緯42度35分48秒 東経142度48分02秒 / 北緯42.59667度 東経142.80056度 | ナナシ沢川 七ノ沢                                                     |
| シカシナイ山           | 1,627.4 m | 3等    | 鹿止内   | 北緯42度35分42秒 東経142度44分03秒 / 北緯42.59500度 東経142.73417度 | イワナノ沢 カシコツオマナイ沢 鹿止内沢                                |
| ピウ岳                 | 1,138.7 m | 2等    | 比宇山   | 北緯42度35分43秒 東経142度30分03秒 / 北緯42.59528度 東経142.50083度 | 里平川 比宇川 アイマベツ沢                                            |
| コイカクシュサツナイ岳 | 1,721 m   | --     | --       | 北緯42度34分14秒 東経142度49分29秒 / 北緯42.57056度 東経142.82472度 | コイカクシュサツナイ川 歴舟川（ヤオロマップ右沢）                     |
| オロエナイ             | 976.9 m   | 3等    | 冷察比   | 北緯42度34分34秒 東経142度33分55秒 / 北緯42.57611度 東経142.56528度 | 唄いの沢 イドンナップ川                                               |
| ソロアンナイ           | 931.5 m   | 2等    | 層雲内   | 北緯42度34分25秒 東経142度36分56秒 / 北緯42.57361度 東経142.61556度 | シュンベツ川 イドンナップ川                                           |
| エチナンゲップ山       | 702 m     | --     | --       | 北緯42度34分28秒 東経142度28分27秒 / 北緯42.57444度 東経142.47417度 | 里平川 比宇川                                                         |
| 大山                   | 1,360.7 m | 3等    | 尖山     | 北緯42度34分13秒 東経142度39分43秒 / 北緯42.57028度 東経142.66194度 | 上アブカサンベ沢川 シュンベツ川                                       |
| 西川岳                 | 1,361.5 m | 3等    | 西川     | 北緯42度33分55秒 東経142度46分02秒 / 北緯42.56528度 東経142.76722度 | コイカクシュサツナイ川 ナナシ沢川                                     |
| ヤオロマップ岳         | 1,794 m   | 2等    | 遣間布   | 北緯42度32分56秒 東経142度49分41秒 / 北緯42.54889度 東経142.82806度 | ナナシ沢川 ヤオロマップ左沢                                           |
| 1839峰                 | 1,842 m   | --     | --       | 北緯42度32分22秒 東経142度48分29秒 / 北緯42.53944度 東経142.80806度 | ナナシ沢川 サッシビチャリ沢川                                         |
| 下川山                 | 1,010.7 m | 3等    | 下川山   | 北緯42度32分06秒 東経142度39分06秒 / 北緯42.53500度 東経142.65167度 | シュンベツ川 ポンパンベツ川                                           |
| ポキヤップ山           | 761 m     | --     | --       | 北緯42度32分01秒 東経142度28分39秒 / 北緯42.53361度 東経142.47750度 | オサナイ川 ポキアップ川                                               |
| パンベツ山             | 1,336.1 m | 2等    | 巴武別山 | 北緯42度31分50秒 東経142度42分18秒 / 北緯42.53056度 東経142.70500度 | 上アブカサンベ沢川 パンケベツ沢川                                     |
| シビチャリ山           | 1,626.6 m | 3等    | 染退山   | 北緯42度31分19秒 東経142度48分08秒 / 北緯42.52194度 東経142.80222度 | サッシビチャリ沢川 ベニカル沢                                         |
| ルベツネ山             | 1,727.0 m | 3等    | 留辺津根 | 北緯42度31分12秒 東経142度51分24秒 / 北緯42.52000度 東経142.85667度 | サッシビチャリ沢川 キムクシュベツ川                                   |
| ポンヤオロマップ岳     | 1,404.9 m | 3等    | 奔遣岳   | 北緯42度30分50秒 東経142度56分17秒 / 北緯42.51389度 東経142.93806度 | マオロマップ川 上滝沢 ポンヤオロヌップ川                              |
| ペテガリ岳             | 1,736.2 m | 2等    | 辺天狩岳 | 北緯42度29分58秒 東経142度52分16秒 / 北緯42.49944度 東経142.87111度 | ペテガリ沢川 歴舟中ノ川（ルートルオマップ川）                         |
| 留取岳                 | 1,349.8 m | 3等    | 留取岳   | 北緯42度28分57秒 東経142度56分09秒 / 北緯42.48250度 東経142.93583度 | ポンヤオロヌップ川 歴舟中の川                                         |
| ベッピリガイ山         | 1,307.3 m | 3等    | 美利貝   | 北緯42度28分14秒 東経142度51分07秒 / 北緯42.47056度 東経142.85194度 | ペテガリ沢川 ベッピリガイ沢川                                         |
| 中ノ岳                 | 1,519 m   | --     | --       | 北緯42度28分05秒 東経142度53分04秒 / 北緯42.46806度 東経142.88444度 | コイカクシュシビチャリ川 歴舟中ノ川（ルートルオマップ川）             |
| ウチイチ山             | 1,021.3 m | 3等    | 燧石山   | 北緯42度27分52秒 東経142度47分35秒 / 北緯42.46444度 東経142.79306度 | アベウンナイ沢 コイカクシュシビチャリ川                               |
| トプオロシリ岳         | 1,445 m   | --     | --       | 北緯42度27分50秒 東経142度52分07秒 / 北緯42.46389度 東経142.86861度 | ペテガリ沢川 ベッピリガイ沢川 ニシュオマナイ川                        |
| ニシュオマナイ岳       | 1,493 m   | --     | --       | 北緯42度27分01秒 東経142度53分48秒 / 北緯42.45028度 東経142.89667度 |                                                                       |
| セタウシ山             | 858.7 m   | 2等    | 勢多牛山 | 北緯42度26分38秒 東経142度43分37秒 / 北緯42.44389度 東経142.72694度 | 右九号川 静内川                                                       |
| ピリガイ山             | 1,166.7 m | 1等    | 似染内山 | 北緯42度26分09秒 東経142度47分45秒 / 北緯42.43583度 東経142.79583度 | コイカクシュシビチャリ川 イベツ沢川 ニシュオマナイ一号川 ショシベツ川 |
| ピセナイ山             | 1,027.4 m | 2等    | 比瀬内山 | 北緯42度24分49秒 東経142度38分16秒 / 北緯42.41361度 東経142.63778度 | ピセナイ沢川 二股川                                                   |

### 南日高
| 名称                      | 標高                          | 三角点 | 点名     | 位置                                                                   | 源流                                                      |
| ------------------------- | ----------------------------- | ------ | -------- | ---------------------------------------------------------------------- | --------------------------------------------------------- |
| 靴幅山                    | 1,468 m                       | --     | --       | 北緯42度26分04秒 東経142度55分29秒 / 北緯42.43444度 東経142.92472度    | ソエマツ川 歴舟中ノ川（支七の川）                         |
| 神威岳                    | 1,600.2 m                     | 2等    | 神居奴振 | 北緯42度25分42秒 東経142度54分25秒 / 北緯42.42833度 東経142.90694度    | 元浦川（シュオマナイ川） 歴舟中ノ川（ルートルオマップ川） |
| ソエマツ岳                | 1,625 m                       | --     | --       | 北緯42度25分38秒 東経142度56分49秒 / 北緯42.42722度 東経142.94694度    | ソエマツ川 ヌビナイ川                                     |
| ピリカヌプリ              | 1,630.8 m                     | 2等    | 奴振     | 北緯42度24分08秒 東経142度58分00秒 / 北緯42.40222度 東経142.96667度    | 日高幌別川 ヌビナイ川                                     |
| 春別山                    | 1,350 m （三角点は1,292.8 m） | 3等    | 春別山   | 北緯42度23分10秒 東経142度56分08秒 / 北緯42.38611度 東経142.93556度    | ポンウラカワ川 日高幌別川                                 |
| 幌別岳                    | 1,512 m                       | --     | --       | 北緯42度22分51秒 東経142度58分54秒 / 北緯42.38083度 東経142.98167度    | クマの沢川 シュンベツ五号川                               |
| トヨニ岳北峰              | 1,529                         | --     | --       | 北緯42度22分18秒 東経143度01分51秒 / 北緯42.37167度 東経143.03083度    | シュンベツ五号川 クマの沢川 豊似川                        |
| トヨニ岳                  | 1,493 m                       | --     | --       | 北緯42度21分46秒 東経143度00分22秒 / 北緯42.36278度 東経143.00611度    | ソカンベツ川 豊似川                                       |
| 野塚岳                    | 1,353 m                       | 2等    | 野塚岳   | 北緯42度19分45秒 東経143度02分52秒 / 北緯42.32917度 東経143.04778度    | ニオベツ川 野塚川                                         |
| オムシャヌプリ （双子山） | 1,379                         | --     | --       | 北緯42度18分34秒 東経143度03分17秒 / 北緯42.30944度 東経143.05472度    | 上二股の沢 野塚川                                         |
| 十勝岳                    | 1,456.6 m                     | 3等    | 幌尻     | 北緯42度17分27秒 東経143度04分34秒 / 北緯42.29083度 東経143.07611度    | コイボクシュメナシュンベツ川 楽古川                       |
| 楽古岳                    | 1,471.5 m                     | 1等    | 面射岳   | 北緯42度16分21秒 東経143度06分40秒 / 北緯42.27250度 東経143.11111度    | メナシュンベツ川 札楽古川                                 |
| ピロロ岳                  | 1,268.7 m                     | 3等    | 廣尾岳   | 北緯42度15分06秒 東経143度08分57秒 / 北緯42.25167度 東経143.14917度    | 幌満川 楽古川 広尾川                                      |
| 広尾岳                    | 1,231 m                       | --     | --       | 北緯42度13分54秒 東経143度10分53秒 / 北緯42.23167度 東経143.18139度    | 幌満川 広尾川                                             |
| 斑計山                    | 1,221.3 m                     | 3等    | 斑計山   | 北緯42度13分34秒 東経143度09分38秒 / 北緯42.22611度 東経143.16056度    | 幌満川 広尾川                                             |
| 美幌岳                    | 1,120.9 m                     | 2等    | 美幌岳   | 北緯42度11分20秒 東経143度12分22.5秒 / 北緯42.18889度 東経143.206250度 | 猿留川 美幌川                                             |
| ピンネシリ                | 957.7 m                       | 3等    | 賓根尻   | 北緯42度08分22秒 東経143度02分10秒 / 北緯42.13944度 東経143.03611度    | ポロサヌシベツ川 幌満川                                   |
| アポイ岳                  | 810.5 m                       | 1等    | 冬島     | 北緯42度06分28秒 東経143度01分32秒 / 北緯42.10778度 東経143.02556度    | 冬島川                                                    |
| 二観別岳                  | 1,005.3 m                     | 3等    | 奴多布   | 北緯42度06分43秒 東経143度11分23秒 / 北緯42.11194度 東経143.18972度    | ニカンベツ川 猿留川                                       |
| 幌満山                    | 684.9 m                       | 3等    | 幌満山   | 北緯42度05分44秒 東経143度03分43秒 / 北緯42.09556度 東経143.06194度    | 幌満川 ルサキ川 ニカンベツ川                              |
| 袴腰山                    | 871.8 m                       | 2等    | 袴腰     | 北緯42度05分41秒 東経143度09分21秒 / 北緯42.09472度 東経143.15583度    | ニカンベツ川 ポンニカンベツ川                             |
| 観音岳 (トフチ)           | 932 m                         | --     | --       | 北緯42度04分48秒 東経143度15分33秒 / 北緯42.08000度 東経143.25917度    | 猿留川 シトマン川                                         |
| 豊似岳                    | 1,105 m                       | 1等    | 豊似山Ⅰ  | 北緯42度04分37秒 東経143度13分59秒 / 北緯42.07694度 東経143.23306度    | 歌別川                                                    |
| 三枚岳                    | 1,012 m                       | --     | --       | 北緯42度04分00秒 東経143度14分32秒 / 北緯42.06667度 東経143.24222度    | 歌別川 シトマン川                                         |
| 二枚岳                    | 970.3 m                       | 3等    | 三枚岳   | 北緯42度03分49秒 東経143度14分55秒 / 北緯42.06361度 東経143.24861度    | アアツ川 シトマン川                                       |
| 一枚岳                    | 787 m                         | --     | --       | 北緯42度03分33秒 東経143度15分26秒 / 北緯42.05917度 東経143.25722度    | アアツ川 シトマン川                                       |
| オキシマップ山            | 895 m                         | --     | --       | 北緯42度03分28秒 東経143度13分12秒 / 北緯42.05778度 東経143.22000度    | 歌別川                                                    |
| ルチシ山                  | 754 m                         | --     | --       | 北緯42度03分22秒 東経143度11分09秒 / 北緯42.05611度 東経143.18583度    | 歌別川 アベヤキ川 南部家川                                |

## 関連文献
- 伊藤久雄「日高山地における交通路の発達」『地理学評論』第40巻第7号、日本地理学会、1967年、369-372頁、doi:10.4157/grj.40.369。